# پاستلینگ
پاستلینگ (به انگلیسی: Postling) یک روستا و محله مدنی در بریتانیا است که در Folkestone and Hythe واقع شده‌است. پاستلینگ ۱۷۹ نفر جمعیت دارد.